# Werklokomotive der Zuckerfabrik Altfelde
|  | Dieser Artikel wurde aufgrund von akuten inhaltlichen oder formalen Mängeln auf der Qualitätssicherungsseite des Portals Bahn eingetragen. Bitte hilf mit, die Mängel dieses Artikels zu beseitigen, und beteilige dich bitte an der Diskussion. Artikel, die nicht signifikant verbessert werden, können gelöscht werden. |

Die Werklokomotive der Zuckerfabrik Altfelde war eine Dampflokomotive mit der Spurweite von 750 mm. Sie wurde von Krauss-Maffei mit der Herstellernummer 15506 im Jahr 1934 gebaut. Ausgeliefert wurde sie an die Zuckerfabrik Altfelde AG in der in der damaligen Provinz Ostpreußen zwischen Marienburg (seit 1945 Malbork) und Elbing (seit 1945 Elbląg) gelegenen Ortschaft Altfelde (seit 1945 Stare Pole).
Die Lokomotive ist heute als Exponat im Eisenbahnmuseum in Sochaczew erhalten.

## Geschichte

### Zuckerfabrik Altfelde
Die Lokomotive wurde 1934 für die Bedienung der Anschlussgleise der Zuckerfabrik Altfelde bei Krauss-Maffei gekauft. Außerdem wurde sie zur Bedienung anderer Anschlussgleise an der Strecke Marienburg–Lichtfelde der Westpreußischen Kleinbahnen AG in Altfelde verwendet. Sie besaß im Vergleich zu anderen Fahrzeugen einen geringen Vorrat an Betriebsstoffen, sodass sie für den Streckendienst auf großen Distanzen nicht geeignet war.
Die Lokomotive überstand den Zweiten Weltkrieg unbeschadet und wurde noch bis 1962 auf der Bahnstrecke und in der ab 1945 als Cukrownia Stare Pole und ab dem 28. Februar 1949 Zjednoczone Cukrownie Gdańskie (Vereinigte Zuckerfabriken in Danzig) bezeichneten Zuckerfabrik eingesetzt.

### Zjednoczone Cukrownie Gdańskie Ty1-15506
Nach dem Betriebsende in Stare Pole erhielt die Dampflok die Beschriftung Ty1-15506, die dem Bezeichnungssystem der PKP - Schmalspurlokomotiven entsprachen. Dabei bedeuten das T eine Tenderlokomotive, y 3 angetriebene Achsen, und mit der 1 wurde die Leistung bis 60 PS bekanntgegeben. Als Ordnungsnummer wurde die Fabriknummer der Lok vom Hersteller angegeben. Eingesetzt wurde die Lokomotive ab 1962 bei der Zjednoczone Cukrownie Gdańskie in der etwa 12 Kilometer nördlich von Malbork liegenden Ortschaft Nowy Staw (bis 1945 Neuteich).
Die Lokomotive wurde bis 1976 betrieben, in diesem Jahr musterte die Zuckerfabrik in Nowy Staw die Lokomotive aus. Danach war sie neun Jahre abgestellt und wurde dann dem Eisenbahnmuseum Warschau übergeben. Die Lokomotive ist als Exponat im Eisenbahnmuseum in Sochaczew erhalten.

## Konstruktion
Der Blechrahmen ist mit einer Stärke der Rahmenwangen von 14 mm ausgeführt, wobei innerhalb der Rahmenwangen ein Wasserbehälter angebracht ist. An den Stirnseiten des Rahmens ist je eine Pufferbohle angebracht, an ihr ist eine Balancierhebelkupplung befestigt. Die Antriebsachsen der Lokomotiven sind mit Innenlagerung im Rahmen geführt und fest gelagert. Treibachse ist die dritte Achse. Gefedert wurden die Achsen von oberhalb der Achslager angeordneten Blattfedern.
Die Lok besitzt einen hoch über der Schienenoberkante angeordneten Flammrohrkessel Bauart Maffei mit einer kupfernen Feuerbüchse, die nach dem Zweiten Weltkrieg durch eine stählerne ersetzt wurde. Er besteht aus zwei Schüssen. Auf dem ersten Schuss sitzt der Dampfdom mit Regler, auf dessen Haube sind zwei Sicherheitsventile nach Bauart Pop angebracht. Auf dem zweiten Kesselschuss sitzt der Sanddom, mit dem durch Handbedienung gesandet werden konnte. Es wurde die zweite Achse von vorn und hinten gesandet. Gespeist wurde der Kessel durch zwei Injektoren Bauart Strube mit einer Förderleistung von 45 l/min. Der Wasservorrat ist ausschließlich im Rahmenwasserkasten untergebracht, seitlich ist ein kleiner Kohlenkasten für 0,4 t Kohle vorhanden. Die Zweizylindermaschine wurde mit einer Stephenson-Steuerung gesteuert, die Zylinder sind in der Längsachse 4° geneigt und besaßen Flachschieber. Der Kreuzkopf wurde einschienig auf der Gleitbahn geführt.
Die Handbremse wurde mit einem Handhebel bedient, der sich auf der hinteren Seite des Führerhauses befand. Sie wirkte einseitig auf alle Achsen von hinten. Ursprünglich war die Lok mit einer Petroleumbeleuchtung ausgestattet, diese wurde in den 1960er Jahren gegen eine elektrische mit einem Turbogenerator ausgetauscht.